# Austrarchaea daviesae
Espèce
Austrarchaea daviesae est une espèce d'araignées aranéomorphes de la famille des Archaeidae.

## Distribution
Cette espèce est endémique du Queensland en Australie. Elle se rencontre à Ravenshoe, à Millaa Millaa et sur le mont Bartle Frere.

## Description
Le mâle décrit par Rix et Harvey en 2012 mesure 2,74 mm et la femelle 3,44 mm.

## Étymologie
Cette espèce est nommée en l'honneur de Valerie Todd Davies.

## Publication originale
- Forster & Platnick, 1984 : A review of the archaeid spiders and their relatives, with notes on the limits of the superfamily Palpimanoidea (Arachnida, Araneae).  Bulletin of the American Museum of Natural History, no 178, p. 1-106 (texte intégral).